# شبانه‌ها: پنج داستان موسیقی و شب
شبانه‌ها: پنج داستان موسیقی و شب مجموعه داستان‌های کوتاهی اثر کازوئو ایشی‌گورو است که در سال ۲۰۰۹ منتشر شد. پس از شش رمان، این نخستین مجموعه داستان کوتاه از ایشیگورو است. همان‌طور که زیرنویس کتاب اشاره می‌کند، تم داستان‌ها به موسیقی و نوازندگان و پایان روز مربوط است. کتاب در ۷ می ۲۰۰۹ توسط انتشارات فابر و فابر در انگلستان و در ایالات متحده توسط انتشارات نوپف منتشر شد.

## داستان‌ها
همان‌طور که زیرنویس عنوان کتاب نشان می‌دهد، هر داستان بر موسیقی و نوازندگان و پایان روز اشاره می‌کند. همه داستان‌ها دارای تم پشیمانی، عشق و حسرت هستند. داستان‌های دوم و چهارم لحنی طنز دارند. هر پنج داستان دارای راوی مرد غیرقابل اعتماد هستند و در اول شخص نوشته شده‌اند.
داستان‌ها:
1. آوازخوان
2. چه بارانی باشد، چه آفتابی
3. تپه‌های مالورن
4. شبانه
5. نوازندگان ویلون سل

## ترجمه
دو نسخه از شبانه‌ها در ایران ترجمه شده‌است:
- شبانه‌ها - کازوئو ایشی‌گورو - مترجم: علیرضا کیوانی‌نژاد - نشر چشمه
- شبانه‌ها - کازوئو ایشی‌گورو - مترجم: خجسته کیهان - نشر پارسه